# Antiguo
Antiguo est l'un des 17 quartiers de Saint-Sébastien, dans la province du Guipuscoa, dans la communauté autonome du Pays basque en Espagne.
Il a une population de 15 084 habitants et est situé à l'ouest de la baie de la Concha. Il est délimité au nord par le quartier d'Igeldo, au sud par celui d'Ibaeta sur la commune d'Ibarrangelu et au sud-est par le quartier d'Aiete.

## Histoire
Entouré d'un environnement rural marqué par le palais de Miramar, la plage d'Ondarreta et la plage de la Concha ; les premières industries viennent s'installer à la fin du XIXe siècle, comme Lagarto ou Cerveza El León. Ces dernières années, le quartier s'est considérablement développé avec Ondarreta et Benta Berri.
Certaines facultés de l'université du Pays basque s'y sont implantées, comme l'école technique supérieure d'architecture et l'école d'études commerciales.

## Personnalités liées au quartier
- Jose Luís Álvarez Emparantza, dit Txillardegi, (1929-), écrivain, linguiste et homme politique ;
- Javier de Pedro (1973-), footballeur ;
- Mikel Arteta (1982-), footballeur.